# (9453) Mallorca
(9453) Mallorca ist ein Asteroid des Hauptgürtels, der am 19. März 1998 von den spanischen Astronomen Rafael Pacheco und Ángel López Jiménez am Consell-Observatorium (Observatori Astronomic de Consell) in Consell (IAU-Code 176) entdeckt wurde.
Der Asteroid gehört zur Eos-Familie, einer Gruppe von Asteroiden, welche typischerweise große Halbachsen von 2,95 bis 3,1 AE aufweisen, nach innen begrenzt von der Kirkwoodlücke der 7:3-Resonanz mit Jupiter, sowie Bahnneigungen zwischen 8° und 12°. Die Gruppe ist nach dem Asteroiden (221) Eos benannt. Es wird vermutet, dass die Familie vor mehr als einer Milliarde Jahren durch eine Kollision entstanden ist.
(9453) Mallorca wurde am 2. Februar 1999 nach der größten Baleareninsel Mallorca benannt, auf der er entdeckt wurde.